# Canal 7 del Atlántico
Canal 7 del Atlántico fue un canal de televisión local de la isla de Tenerife (Canarias, España), dirigido por Francisco Padrón, cuyas emisiones comenzaron en el año 1994, y que emitía por TDT para las tres comarcas en las que se divide la "demarcación" correspondiente a la Isla de Tenerife.
Su programación se basaba en la emisión de tertulias/debates sobre la actualidad sociopolítica tinerfeña y canaria en general así como una gran variedad de documentales y programas propios. Sus huecos de programación eran rellenados, aparte de por redifusiones, por la emisión del canal de noticias paneuropeo Euronews. En sus últimos años de vida, alternaba la emisión continua de Euronews con sus idas y venidas al "negro" (sin emisión alguna).
En los años 90 fue bastante popular el canal al emitir la mayoría de los actos del Carnaval de Santa Cruz de Tenerife. Además, emitía para Tenerife la señal de cadenas propiedad de Televisa como Galavisión o el canal informativo ECO.
Contaba con una emisora de radio llamada Super 7 Radio. Esta emitía para el área metropolitana por la 95.6 FM y para toda la isla a través de la TDT una variada programación musical urbana.
En la actualidad, la licencia gracias a la cual Canal 7 del Atlántico emitía, quedó en el aire tras su anulación por parte del Tribunal Superior de Justicia de Canarias y el anuncio de la convocatoria de un nuevo concurso

En el 2013 Canal 7 del Atlántico emite una carta de ajuste del regreso de emisiones pero la financiación y los distintos juicios contra el dueño de Canal 7 del Atlántico echó el cierre de emisiones. 